# Leo Tuominen
Leo Olavi Tuominen, född 19 januari 1911 i Åbo, död 3 april 1981 i Menton, var en finländsk diplomat.
Tuominen antogs i utrikesförvaltningens tjänst 1934, först som kanslist vid beskickningen i Paris 1934, attaché i Riga 1938 och Warszawa 1939. Under andra världskriget hade han olika befattningar vid utrikesministeriet och avancerade snabbt i karriären efter att ha varit konsul i Antwerpen 1946 och legationssekreterare i Bryssel 1947. Han var 1948–1950 biträdande avdelningschef för handelspolitiska avdelningen, vilket blev avgörande för hans inriktning på handelspolitik. 1950–1952 var han beskickningschef vid FN-representationen i Genève och 1952–1955 sändebud i Buenos Aires.
Tuominen återkom till utrikesministeriet som chef för handelspolitiska avdelningen 1955–1956. Han utnämndes till ministeriets högsta tjänsteman som statssekreterare 1956–1957. Om många av hans posteringar dittills hade varit relativt kortvariga, följde nu en ovanligt lång tid, elva år som ambassadör i London 1957–1968. Som handelspolitiker hade han en central roll i många handelsförhandlingar. Efter London kunde Tuominen dra sig tillbaka till Rom några år (1968–1969), men det dröjde inte länge förrän han igen betroddes med två  ambassader, Stockholm 1969 och Washington 1972, varifrån han pensionerades 1977.

## Utmärkelser
- Médaille de l’éducation physique,  1939[2]
- Riddartecknet av I klass av Finlands Lejons orden,  1942[2]
- Kommendör av Italienska kronorden,  1942[2]
- Officer av Hederslegionen,  1950[2]
- Kommendör av Oranien-Nassauorden,  1950[2]
- Kommendör av Ekkronans orden,  1950[2]
- Kommendörstecknet av Finlands Vita Ros’ orden,  1951[2]
- Storofficer av Majorden,  1955[2]
- Kommendörstecknet av I klass av Finlands Vita Ros’ orden,  1957[2]
- Storkorset av isländska falkorden,  1957[2]
- Hederskommendör av Brittiska imperieorden,  1961[2]
- Finlands idrottskulturs förtjänstkors,  1963[2]
- Storkorset av Finlands Lejons orden,  1971[2]
- Kommendör med stora korset av Nordstjärneorden,  1973[2]
- Kommendör av Leopolds II:s orden[2]
- Vinterkrigets minnesmedalj[2]

[Redigera Wikidata]